# Angra (groupe)
Pour les articles homonymes, voir Angra.
 (juin 2019).
Angra est un groupe de power metal brésilien, originaire de São Paulo, dans l'État de São Paulo. Il est formé en 1991 et comprend initialement Andre Matos, Rafael Bittencourt (guitare), Kiko Loureiro (guitare), Luis Mariutti (basse) et Marco Antunes (batterie). Le groupe perd trois de ses membres originels en 2000, remplacés en 2001.

## Biographie

### Débuts etAngels Cry(1991–1995)

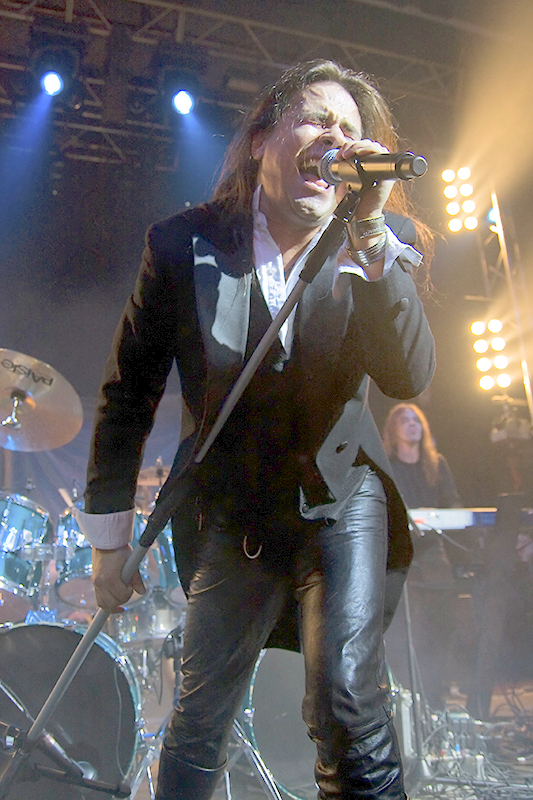
Andre Matos, chanteur originel du groupe.

Le groupe est formé en novembre 1991 à São Paulo, dans l'État de São Paulo. Angra est le nom d'une ville brésilienne, choisi par les membres du groupe car il sonne bien dans toutes les langues latines. Selon Andre Matos, le nom n'a pas de signification particulière. La première formation du groupe comprend d'Andre Matos (chant, ex-Viper), Rafael Bittencourt (guitare), Kiko Loureiro (guitare), Luis Mariutti (basse) et Marco Antunes (batterie). Ce dernier quitte le groupe dès 1992 et Ricardo Confessori (ex-Korzus) ne le remplace qu'après l'enregistrement du premier album, Angels Cry (enregistré par un batteur de session, Alex Holzwarth, actuel batteur de Rhapsody of Fire). Bien que n'ayant pas joué sur l'album, Ricardo Confessori apparaît tout de même sur les photos du livret.
En 1992, le groupe enregistre une première démo, intitulée Reaching Horizons, aux Guidon Studios de São Paulo, en juillet. La même année, le groupe commence l'enregistrement d'un album studio. Lors de sa sortie en 1993 (sous le label CNR Music), le premier album du groupe, Angels Cry, est très favorablement accueilli par les critiques. On y trouve notamment une chanson devenue un classique d'Angra, Carry On, ainsi que la reprise de la chanson Wuthering Heights de Kate Bush, dont Andre Matos est un grand fan. Le morceau Never Understand (dont les solos de fin sont effectués par Kai Hansen et Dirk Schlächter du groupe Gamma Ray) préfigure l'album suivant, Holy Land, qui quitte le registre purement speed metal mélodique pour un style plus progressif, avec l'introduction d'éléments musicaux sud-américains.

### Holy LandetFireworks(1996–1999)
Le deuxième album du groupe, Holy Land, est publié en 1996, et est l'album de la consécration. Cet album-concept, sur l'histoire du Brésil, offre une grande variété d'ambiances, mélangeant des influences brésiliennes avec du heavy/speed et du progressif en poussant le concept symphonique. Le morceau Carolina IV constitue la synthèse de ces ingrédients. Pour composer cet album, les cinq musiciens s'isolent dans une ferme de la campagne brésilienne et participent tous aux compositions, alors que celles d'Angels Cry étaient le travail exclusif du duo Matos/Bittencourt. La version de l'album distribuée par la Fnac comporte un CD bonus intitulé Live Acoustic at FNAC, enregistré lors d'un concert acoustique dans un des magasins de la chaîne. La tournée Holy Tour, 1997 donne naissance à Holy Live, premier album live d'Angra (sans compter le Live Acoustic at FNAC). Enregistré à Paris lors du concert à l'Aquaboulevard, le show souffre de la mauvaise acoustique de la salle qui contraint le groupe à ne conserver que quatre morceaux (six pistes en comptant les deux intros) sur l'ensemble des titres joués ce soir-là.
En 1998, Angra publie son troisième album, Fireworks, produit par Chris Tsangarides. Contrairement aux albums précédents, toutes les parties symphoniques sont enregistrées par un vrai orchestre aux Abbey Road Studios. Fireworks marque un brusque changement de direction vers un heavy metal plus classique : les influences sud-américaines disparaissent quasiment, à l'exception du morceau Gentle Change qui contient des percussions, tout comme le côté power metal. Durant la promotion de l'album, Angra joue live le morceau Mystery Machine sur Canal+ dans l'émission Nulle part ailleurs. Le groupe se produit au Zénith de Paris en compagnie de Stratovarius, en première partie (dans les autres pays, c'est le groupe finlandais, plus connu, qui joue en tête d'affiche). Le show commence par l'entrée sur scène de cracheurs de feu qui jonglent avec des torches, puis des feux d'artifice sont tirés lors de la chanson Fireworks. Bruce Dickinson, alors sur le point de revenir dans Iron Maiden, monte sur scène avec Angra pour interpréter Run to the Hills et Flight of Icarus.

### RebirthetTemple of Shadows(2000–2006)
En 2000, à cause de problèmes de management et de divergences musicales et personnelles, Andre Matos, Ricardo Confessori et Luis Mariutti quittent Angra et forment, en 2001, le groupe Shaman. Les deux guitaristes restants recrutent trois remplaçants : le bassiste Felipe Andreoli, le batteur de Paul Di'Anno, Aquiles Priester, et le chanteur Edu Falaschi.
En 2001, Rebirth marque un nouveau départ pour le groupe. Avec cet album, Angra revient à un style power metal plus marqué.
En 2004 sort l'album Temple of Shadows, reprenant à nouveau des airs brésiliens, avec plus de percussions que les albums précédents, et une orientation progressive plus subtile. Cet album est considéré par la critique comme étant leur meilleur album.

### Aurora ConsurgensetAqua(2006–2013)

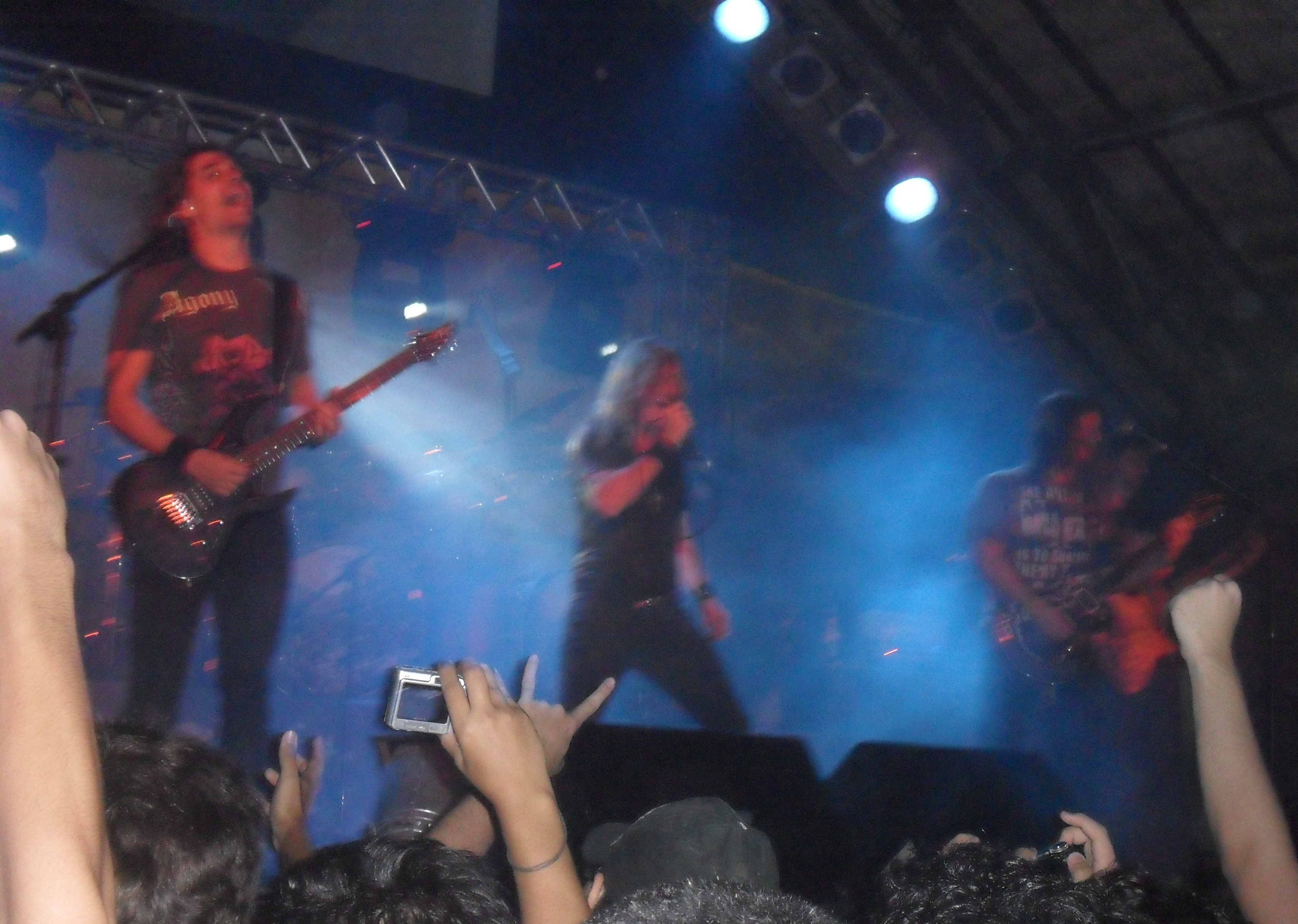
Angra sur scène à Fortaleza, Brésil.

L'album suivant, Aurora Consurgens, sort le 30 octobre 2006 et on y retrouve un style se rapprochant du metal progressif.
En mars 2009, le groupe annonce officiellement qu'Aquiles Priester est remplacé à la batterie par son prédécesseur Ricardo Confessori et, à la fin de l'année, Angra effectue une série de concerts en Amérique du Sud avec son nouveau line-up ; le groupe doit malheureusement annuler quelques concerts en Europe à cause de problèmes persistants avec son producteur.
Au début de 2010, Angra annonce l'écriture d'un nouvel album encore sans titre. En septembre 2010, l'album Aqua sort l'album concept autour de la pièce The Tempest de Shakespeare. Cet album, aux atmosphères et sonorités variées, arrive dans la continuité musicale de Aurora Consurgens, démarquant encore un peu plus le groupe de la scène power metal traditionnelle, au profit d'une orientation sensiblement progressive. En mai 2012, Eduardo Falaschi annonce qu'il quitte le groupe. Ce départ fait suite à l'inquiétude de Falaschi concernant ses capacités vocales. Il précise qu'il va se focaliser sur ses futurs projets, comme Almah. Invité à reprendre sa place dans le groupe pour remplacer Eduardo Falaschi, Andre Matos décline, invitant plutôt les membres restants à dissoudre le groupe.

### Secret Garden(depuis 2014)
En 2014, le batteur Ricardo Confessori annonce son nouveau départ du groupe, et est remplacé par Bruno Valverde. En novembre 2014, le groupe annonce son huitième album, Secret Garden, avec Fabio Lione au chant. Le 19 septembre 2015, Angra joue au Rock in Rio avec le guitariste Marcelo Barbosa, remplaçant de Kiko Loureiro, qui a rejoint Megadeth plus tôt dans l'année.

## Membres

### Membres actuels
- Rafael Bittencourt - guitares, chœurs (depuis 1991), chant (depuis 2012)
- Felipe Andreoli - basse (depuis 2001)
- Fabio Lione - chant (depuis 2012)
- Bruno Valverde - batterie, percussions (depuis 2014)
- Marcelo Barbosa - guitare (depuis 2015)

### Anciens membres
- Kiko Loureiro - guitare (1993-2015)
- Ricardo Confessori – batterie, percussions (1993–2000, 2009–2014)
- Marco Antunes - batterie (présent sur l'album-démo Reaching Horizons) (1991–1993)
- André Linhares – guitares, chœurs (1991–1992)
- André Hernandes – guitares, chœurs (1992–1993)
- Luis Mariutti - basse (1991–2000), chœurs (1997–2000)
- André Matos – chant, claviers, piano (1991–2000)
- Eduardo Falaschi - chant (2000–2012)
- Aquiles Priester - batterie (2001–2008)

## Discographie

### Albums studio
- 1993 : Angels Cry
- 1996 : Holy Land
- 1998 : Fireworks
- 2001 : Rebirth
- 2004 : Temple of Shadows
- 2006 : Aurora Consurgens
- 2010 : Aqua
- 2014 : Secret Garden
- 2018 : Ømni
- 2023 : Circles of Pain

### Démo
- 1992 : Reaching Horizons

### EPs et singles
- 1994 : Evil Warning (EP)
- 1996 : Freedom Call (EP)
- 1996 : Make Believe - Part I (single)
- 1997 : Make Believe - Part II à IV (singles)
- 1998 : Acoustic … and More (EP)
- 1998 : Lisbon (single)
- 1999 : Rainy Nights (single)
- 2002 : Hunters and Prey (EP)
- 2006 : The Course of Nature (single)

### Albums live
- 1996 : Live Acoustic at FNAC pour la France
- 1996 : A Tribute to Judas Priest: Legends of Metal—Volume II → Painkiller
- 1997 : Holy Live
- 2003 : Rebirth World Tour
- 2013: Angel Cry- 20th Anniversary Tour

### Reprises
Grands fans de metal, les membres d'Angra reprennent souvent des morceaux de leurs groupes favoris en concert, notamment Iron Maiden (dont le chanteur, Bruce Dickinson, est une des sources d'inspiration d'Andre Matos).
- AC/DC : Back in Black, au Bataclan, Ricardo Confessori passant au chant et  Andre Matos à la batterie pour l'occasion
- Iron Maiden : Wasted Years, au Bataclan, en compagnie notamment de Vanden Plas, et en acoustique au Plan de Ris-Orangis ; Flight of Icarus, au Bataclan; Run to the Hills, Zénith de Paris, tournée Fireworks ; The Number of the Beast, à São Paulo, tournée Rebirth World Tour
- Judas Priest : Painkiller, mini album Freedom Call ; Painkiller, le Holy Tour ; Painkiller, A Tribute to Judas Priest: Legends of Metal—Volume II, 1996
- Kate Bush : Wuthering Heights, l'album Angels Cry et en concert (notamment à l'Aquaboulevard lors du Holy Tour) ; Wuthering Heights, version speed sur l'album demo Reaching Horizons ; Wuthering Heights, en duo avec Sylvie Grare (Headline), album live Carolina IV
- Metallica : For Whom the Bell Tolls, Aqua Tour
- Saint-Seiya : le générique en portugais du Brésil (2010)